# Пшув
Пшув (пол. Pszów, нем. Pschow)  —  город  в Польше, входит в Силезское воеводство,  Водзиславский повят.  Имеет статус городской гмины. Занимает площадь 20,42 км². Население — 14 035 человек (на 2004 год).

## Интересные факты
- В Пшуве была образована и начала свою карьеру известная польская рок-группа Łzy.

## Города-побратимы
- Горни-Бенешов, Чехия